# Internationale Cricket-Saison 1996
Die internationale Cricket-Saison 1996 fand zwischen Mai 1996 und September 1996 statt. Als Sommersaison wurden vorwiegend Heimspiele der Mannschaften aus Europa ausgetragen.

## Überblick

### Internationale Touren
| Beginn             | Heimteam            | Auswärtsteam | Resultate | Resultate | Artikel |
| Beginn             | Heimteam            | Auswärtsteam | Test      | ODI       | Artikel |
| ------------------ | ------------------- | ------------ | --------- | --------- | ------- |
| 23. Mai 1996       | England             | Indien       | 1–0 [3]   | 2–0 [3]   | Artikel |
| 25. Juli 1996      | England             | Pakistan     | 0–2 [3]   | 2–1 [3]   | Artikel |
| 11. September 1996 | Sri Lanka           | Simbabwe     | 2–0 [2]   |           | Artikel |
| 16. September 1996 | Indien vs. Pakistan |              | 2–3 [5]   | Artikel   |         |

### Internationale Turniere
| Beginn          | Turnier                  | Land      |
| --------------- | ------------------------ | --------- |
| 26. August 1996 | Singer World Series 1996 | Sri Lanka |

### Internationale Touren (Frauen)
| Beginn        | Heimteam | Auswärtsteam | Resultate | Resultate | Artikel |
| Beginn        | Heimteam | Auswärtsteam | WTest     | WODI      | Artikel |
| ------------- | -------- | ------------ | --------- | --------- | ------- |
| 13. Juni 1996 | England  | Neuseeland   | 0–0 [3]   | 0–3 [3]   | Artikel |
| 18. Juli 1996 | Irland   | Neuseeland   |           | 0–3 [3]   | Artikel |

## Nationale Meisterschaften
Aufgeführt sind die nationalen Meisterschaften der Full Member des ICC.
| Land      | First-Class                    | List A                                |
| --------- | ------------------------------ | ------------------------------------- |
| England   | County Championship 1996       | National Westminster Bank Trophy 1996 |
|           | AXA Equity and Law League 1996 |                                       |
|           | Benson and Hedges Cup 1996     |                                       |
| Sri Lanka |                                | Hatna Trophy 1995/96                  |